# B97 (駆逐艦)
| イタリア海軍当時の 「チェーザレ・ロッサロール（RN Cesare Rossarol）」 | |
| 艦歴                                                                  | |
| 発注                                                                  | ブローム・ウント・フォス社ハンブルク造船所 |
| 起工                                                                  | 1914年 |
| 進水                                                                  | 1914年12月15日 |
| 就役                                                                  | 1915年2月13日 |
| 退役                                                                  | |
| その後                                                                | 1939年1月に解体処分。 |
| 除籍                                                                  | 1920年9月16日 |
| 性能諸元                                                              | |
| 排水量                                                                | 常備 竣工時：1,163トン 改装後：1,374トン 満載 竣工時：1,774トン 改装後：1,843トン |
| 全長                                                                  | 98.0m |
| 水線長                                                                | 86.0m |
| 全幅                                                                  | 竣工時：9.35m 改装後：9.4m |
| 吃水                                                                  | 3.87m |
| 機関                                                                  | ドイツ海軍式石炭・重油混焼水管缶4基 +ドイツ海軍式直結タービン2基2軸推進 |
| 最大出力                                                              | 40,800hp |
| 最大速力                                                              | 36.5ノット |
| 航続距離                                                              | 竣工時：20ノット/2,252海里 改装後：14ノット/2,600海里 |
| 燃料                                                                  | 重油：527トン（常備）、-トン（満載） |
| 最大速力                                                              | 35.5ノット |
| 乗員                                                                  | 竣工時：114名 改装後：124名 |
| 兵装                                                                  | ドイツ海軍時：クルップ 8.8cm（45口径）単装速射砲4基 50cm連装魚雷発射管1基 50cm単装魚雷発射管2基 機雷24発 イタリア海軍時：アンサルド 12cm（45口径）単装速射砲3基 アンサルド 7.62cm（40口径）単装高角砲2基 6.5cm（80口径）単装機銃1丁 45cm連装魚雷発射管2基 機雷29発 |

B97は、ドイツ帝国海軍のB97級駆逐艦（1914年型）。後に戦時賠償としてイタリア海軍に取得され、チェーザレ・ロッサロール（RN Cesare Rossarol)と改名、軽偵察艦として就役した。

## 概要

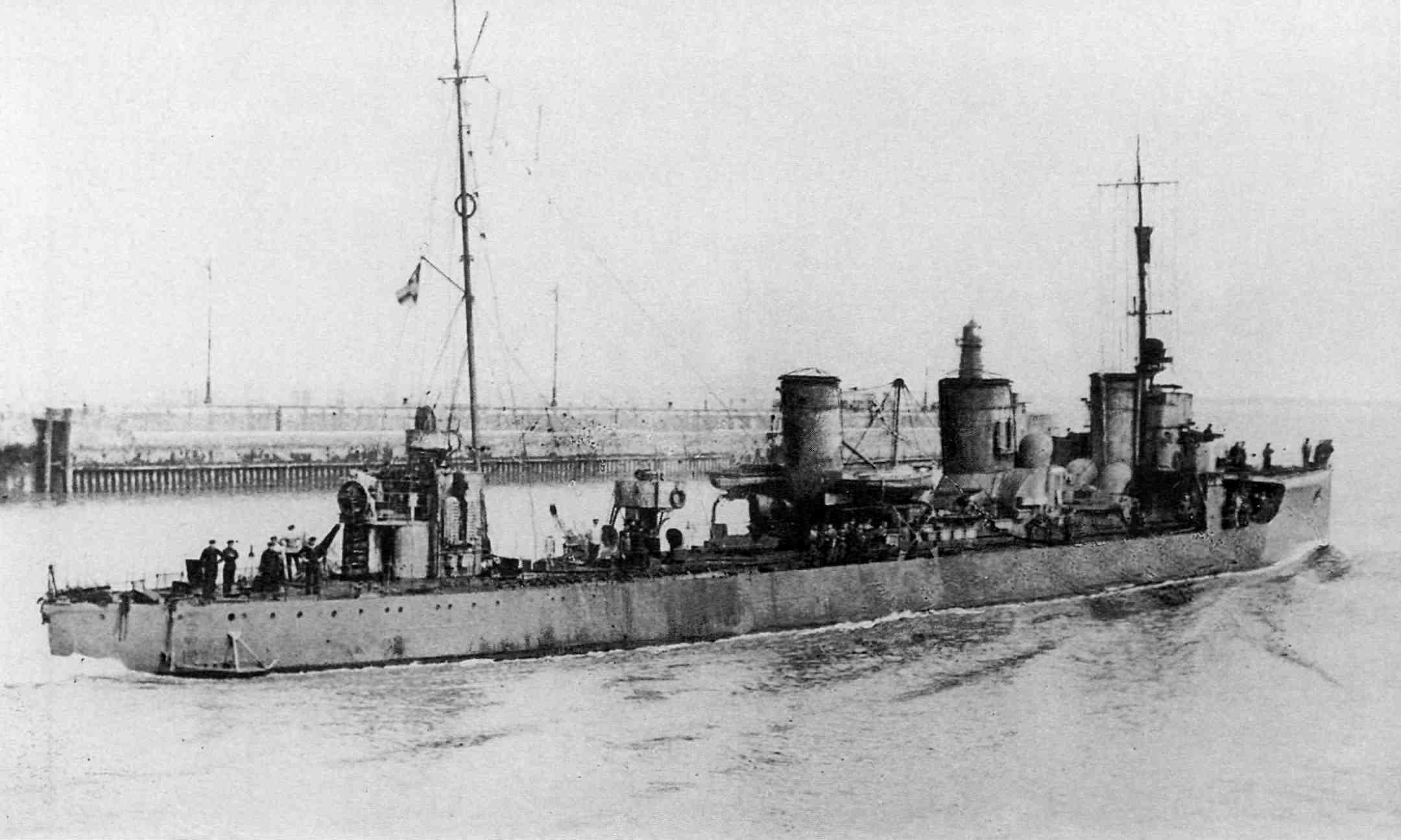
「B97」時代の写真

本艦は1915年にドイツ本国艦隊の駆逐艦「B97」として就役、竣工後はユトランド海戦にも参加した。第一次世界大戦においてドイツが敗戦した折に本艦は賠償艦の1隻に指定され、1920年にイタリアに差し出された。イタリア海軍は前大戦時に喪失した嚮導駆逐艦の艦名を本艦に継承させ、武装をイタリア式に改めて1924年に就役させた。
1931年に老朽化した主機関を交換した折にボイラー数が減少し、最大出力は30,000馬力に、最大速度も32ノットに低下した。搭載魚雷も50cm魚雷から新型の45cm魚雷に変更された。1939年に除籍されラ・スペツィアで解体処分された。

## 艦形

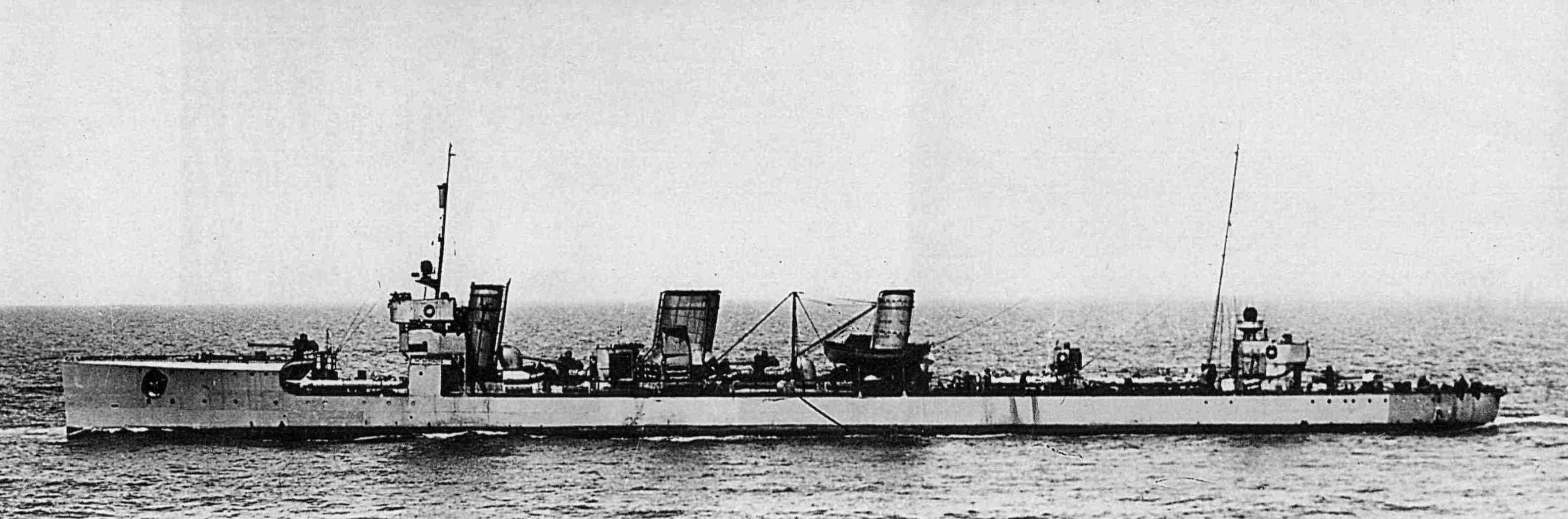
竣工時の本艦の同型の「B112」の写真。

本艦の船体形状は、艦首乾舷のみ高くなっている短船首楼型船体で、同時期に設計された日本海軍の峯風型駆逐艦と似た艦形である。艦の構造を前部から記述すると、艦首甲板上に主砲の8.8cm速射砲を単装砲架で1基配置した所で船首楼は終了し、そこから甲板1段分下がった場所に50cm連装魚雷発射管が1基、その背後に操舵艦橋と簡素な前部マストが立つ。船体中央部に3本煙突が立ち、1番・2番煙突の間に2番主砲が1基、2番・3番主砲の間に3番主砲が1基配置される。その周囲には煙管型の通風塔が立ち並び、空いた場所は艦載艇置き場となっており、艦載艇は2番煙突後方のクレーン1基により運用された。3番主砲の後方の中央甲板上に50cm単装魚雷発射管が直列で2基配置され、後部マストと後部見張所を挟んで後部甲板上に4番主砲が1基配置された。
イタリア海軍取得後は凌波性改善のために艦首魚雷発射管は廃止され、船首楼が艦橋基部まで延長された。1番煙突はやや高くなり、中央甲板上に連装魚雷発射管が直列に2基配置となった。

## 参考図書
- 「Conway All The World's Fightingships 1906–1921」（Conway）
- 「Conway All The World's Fightingships 1922-1946」（Conway）